# 武左衛門一揆
武左衛門一揆（ぶざえもんいっき）は、江戸時代後期の寛政5年（1793年）に南予（伊予南部）の伊予吉田藩で発生した百姓一揆である。吉田藩紙騒動とも呼ばれる。

## 経緯

### 一揆の概要
御用商人の法華津屋（三引高月家および叶高月家）が、和紙生産を独占して、暴利をむさぼった為、百姓たちは打ちこわそうと一揆を起こしたが、最終的に本家である宇和島藩に訴え出たとされる。この時、山奥にある上大野村（現鬼北町日吉）の百姓武左衛門（嘉平）は、チョンガリ語り（門付芸、別称けた打ち）となって3年間領内をまわり、24人の同志を得、全ての村々を立ち上がらせ、見事に一揆を成功させたと伝えられる。強欲な商人を打ちこわすという名目で全領を決起させ、途中から逃散に戦術を変え、紙専売制の廃止のみならず、年貢の軽減まで勝ち取ったものである。百姓らは、頭取（指導者）武左衛門の名をかたく秘して洩らさなかったが、藩の役人は酒を呑ませて、頭取をほめたたえ、とうとうその名を聞き出し、ただちにとらえて斬首したと伝えられる。

### 平成以降に発見された史料より
平成時代以降、吉田藩郡奉行所が一揆に対応した時の文書類が屏風の下張りから発見されたことにより、真相が明らかになった。法華津屋に非を押しつけて藩の苛政を覆い隠したのである。
吉田領内では、仙（泉）貨紙と呼ばれる特産の厚紙が、山奥の村々で生産されていた。法華津屋は、藩から預けられた多額の資金とわずかな自己資金を、紙漉き百姓に、楮元銀という名目で貸し付け、漉き上がった仙貨紙で清算していた。仙貨紙を大坂に出荷し、その利益を藩と分け合っていた。財政難の藩に資金があるはずなく、大坂商人から藩が借金したものである。
法華津屋の買い上げ価格の安値を嫌って、密かに他領に売ることも行われていたが、返済が滞ることもなかったので、半ば見過ごされていた。ところが、天明の飢饉以来村々は困窮し、紙漉きを行う余力を失ってしまった。法華津屋が貸し付けた楮元銀は、生活費や年貢の不足分に充当され、紙が漉き上がってこなくなったのである。貸し倒れがかさみ、これ以上紙商売を続けられなくなったので、藩に紙商売の返上を申し出た。藩は、年貢に上乗せして貸し倒れ金を徴収することにした。この時、いくら借金があり、いつまで払えばいいのかは村々に知らされなかった。また、新たに紙方仕法を作り、紙役所をもうけ、領内で漉かれた紙を全て集める専売制度にした。実務にあたるのは引き続き法華津屋であったが、他領への抜け荷を取り締まるとして、紙役所の手先が見回り、漉いた紙を盗んだりした。
これらの施策は、村々を治める郡奉行所に相談なく決められたものであった。藩の上層部はあまりに実情に疎く、郡奉行所は懸念を家老に訴えたが、出したばかりの布告を取り下げることはできないと返答された。一揆の風聞を聞いた郡奉行所は、仲裁にのりだし、紙漉きの村々に願書を出させた。家老衆はほんの一部しか認めなかった。しかし、それさえ紙役所に十分通達されず、結局、実行されなかった。
一揆は必ず起きるとみた郡奉行所は、頭取を探ったが百姓側は決して明かさない。山奥の紙漉き百姓の決起を予想して対策を手配していた。寛政5年2月9日、ついに一揆が起こったが、まさかにも全領が一斉にたってしまい、吉田藩は驚愕した。年貢の不正に対して、全領に恨みがたまっていたのである。吉田に打ちこわしに来るという風聞であったから、吉田藩は待ち構えていたが、一揆勢は進路を変えて、宇和島藩の城下にある八幡川原に逃散してしまった。先に出した願書が認められなかった以上、吉田藩と交渉しても無駄だと悟ったのである。川原に7600余名の百姓が集まったが、一揆の指導者とされて処刑されるのを恐れ、願書をまとめようとする者が現れなかった。黙々と川原に座り込むだけである。吉田藩から家老安藤儀太夫継明が八幡川原に駆けつけ、藩政の非をわび、ただちに願書を宇和島藩に出すように申し渡して切腹した。困った宇和島藩では、数日前、近永代官所に訴え出た山奥の百姓達の応対がひときわ優れていたことを思い出し、その者たちを探し出して、願書提出を依頼した。そして、名も問わず、あとで罪にも問わないことを約束した。したがってこの百姓達の名は伝わらないが、この中に武左衛門がいたことは明白である。ほどなく、願書が竹に挟まれて川原にたった。その願書を全面的に受け入れることが一同に申し渡され、百姓達は整然と帰村した。「これでは、百姓側のまる勝ちではないか」と吉田藩役人は悔しがった。一揆後、宇和島藩が年貢蔵を改めたところ、米俵に規定以上の米が入っており、枡を大きくして不正に徴収していたことが明らかになった。仙貨紙の専売制度は廃止され、これまでの借金は免除された。
指導者を罰しないという約束を破って吉田藩は武左衛門らを探し出した。方便をもって探し出したという記述があり、酒を呑ませて聞き出したのは事実であろう。吉田藩が全面的に譲歩したのは、御家老安藤様の御遺志を重んじたからであるとして、取り繕った。この後、安藤儀太夫は、領民から篤く敬われ、やがて吉田に安藤神社が建てられ、今に至っても人々から尊敬されている。江戸時代においては、武左衛門は全領を一揆に誘った悪人と決めつけられていたが、近代に入るとその実績が明らかになり、名誉は回復された。郡奉行所の記録では、他の指導者達をののしりながらも、武左衛門のことだけは「根深く存じこみ、願うところもみな筋あることにして不法とは申し難し」と記している。ただし、武左衛門は山奥の頭取であり、全領の頭取はいないともしている。これは全領の村々が集まった八幡川原で願書をまとめた百姓がわからなかったからである。取り調べの後に武左衛門は斬首された。村々では、念仏の際に、武左衛門の供養の念仏も入れて感謝した。

## 現在
武左衛門一揆記念館が愛媛県鬼北町（旧日吉村）下鍵山に設置されている。武左衛門の出身地日吉地区では、お盆に「武左衛門ふる里まつり」を毎年開催し、義農として顕彰している。宇和島市吉田町東小路には、安藤儀太夫継明をまつる安藤神社がある。6月に行われる春祭りは盛大で吉田の風物詩である。

### 関連作品
小説
- 二宮美日『ちょんがりの唄がきこえる　小説武左衛門一揆』　2021年
- 木野内孔『武左衛門・起つ』　2001年